# 岡田実 (アナウンサー)
岡田 実（おかだ みのる、1919年11月5日 - 1989年3月11日）はNHKの元アナウンサー。
ミュージシャンの岡田徹は息子。

## 経歴・人物
神奈川県横浜市出身。早稲田大学政治経済学部卒業。1944年、NHKにアナウンサーとして入局。スポーツアナウンサーの大御所であった志村正順のもとでスポーツ実況の訓練を受ける。当時、志村のもとで訓練を受けた若手アナウンサーに宮田輝、高橋圭三、鈴木文彌、北出清五郎、斎藤正男、松本憲夫らがいる。岡田自身もその後、若手アナウンサー育成に寄与した。
主にプロ野球中継で活躍したほか、ラグビー、テニス、大相撲、オリンピック中継も担当している。明朗な声で歯切れもよく、正確な描写、試合の確信を突く分析力が受け、アナウンサー志望者に多大な影響を与えた。その一人が岩佐徹（フジ→WOWOW）である。
1950年代は志村正順の全盛期であり、プロ野球中継における解説者・小西得郎とのコンビは人気を博した。そのため岡田は小西以外の解説者・松木謙治郎、石本秀一、苅田久徳らと組むことが多かった（なお、志村が引退した1960年以降は小西と組むことが増えた）。
また1951年から1954年頃、VOA（Voice of America）へ秋山雪雄や野瀬四郎とともに第1期アナウンサーとして出向し、日本語放送を担当した。
その後、野球中継を中心に活動し、1975年にNHKを退職したのちはフリーアナウンサーとして、サンテレビやテレビ神奈川など、独立UHF局やラジオ日本のプロ野球中継でも活躍した。
1989年3月11日、直腸癌のため死去。

## これまでの担当番組

### NHK時代
- NHKプロ野球
- 高校野球中継
- 大相撲中継
- 1972年ミュンヘンオリンピック[3]

### フリー転向後
- サンテレビボックス席（サンテレビ）
- TVKハイアップナイター（TVK）
- RUGBY STADIUM（TVK）